# 菊地雄一
菊地 雄一（、1970年〈昭和45年〉3月3日 - ）は、日本の特技監督（特殊技術）・演出家。岩手県生まれ。東京写真専門学校（現：専門学校東京ビジュアルアーツ）卒業。劇団「きくちマンゴールディング」主宰。映画製作チーム「仙川映団」代表。

## 来歴
一般映画などでフリーの助監督を経験後、映画『ウルトラマンゼアス』（1996年）で特撮の現場に参加。
以後、ウルトラシリーズ、ゴジラシリーズ、ガメラシリーズなどに助監督として参加。『ゴジラ×メカゴジラ』（2002年）で特殊技術監督としてデビューを果たす。
2019年、名義を「きくち 雄一」に改め、舞台演出や一般映画に進出。

## 人物・作風
助監督時代にウルトラシリーズ、ゴジラシリーズ、ガメラシリーズなどの特撮の現場を経験したが、自身の映像技術の基礎は円谷プロダクションで築いたと述べている。『ゴジラ×メカゴジラ』では、まだ自身のカラーが定まっていなかったため難しく考えずやりたいようにやった結果、従来のゴジラシリーズらしくない構成になったと語っている。
『ゴジラ・モスラ・キングギドラ 大怪獣総攻撃』（2001年）では、スケジュール調整やスタッフのコミュニケーションなどで苦労し思うように現場で進行できず、ゴジラ映画にはしばらく呼ばれないだろうと考えていたため、次作で特撮監督に起用されたのは青天の霹靂であったという。
監督として人間の芝居を撮りたいという要望も語っており、特撮は前面に出すものよりも味付けとして使う作品を手掛けたいとしていた。
担当作品では崖が登場することが多いため、「崖監督」と呼ばれている。
好きな作品として『ロッキー』や『3年B組金八先生』『熱中時代』などを挙げており、ドラマチックで観終わって気持ちよくなれる爽快感のある作品が好みであると述べている。
ウルトラシリーズやゴジラシリーズで特殊美術を担当した三池敏夫は、助監督を務めていた『ウルトラマンティガ&ウルトラマンダイナ 光の星の戦士たち』（1998年）のころから菊地はいずれ監督になると思っていたといい、非常に切れる人物であったと評している。菊地が特技監督としてデビューした『×メカゴジラ』では、これだけ予算厳守できた新人監督はそういないだろうと述懐している。

## 代表作品

### 映画
- ウルトラシリーズ
  - ウルトラマンゼアス（1996年） - 助監督[2]
  - ウルトラマンティガ&ウルトラマンダイナ 光の星の戦士たち（1998年） - 助監督[2]
  - ULTRAMAN（2004年） - 特技監督[2]
- ガメラ3 邪神覚醒（1999年） - 助監督[2][3]
- ゴジラシリーズ
  - ゴジラ×メガギラス G消滅作戦（2000年） - チーフ助監督[2][3]
  - ゴジラ・モスラ・キングギドラ 大怪獣総攻撃（2001年） - チーフ助監督[2][3]
  - ゴジラ×メカゴジラ（2002年） - 特殊技術[出典 5]

### テレビドラマ
- ウルトラシリーズ
  - ウルトラマンネクサス（2004年） - 特技監督[2]
  - ウルトラマンマックス（2005年） - 特技監督[2]
  - ウルトラマンメビウス（2006年） - 特技監督[2]
  - ウルトラギャラクシー大怪獣バトル（2007年） - 監督
  - ウルトラギャラクシー大怪獣バトル NEVER ENDING ODYSSEY（2008年） - 監督・特技監督
- 霊魔の街（2017年 新潟テレビ21） - 助監督

### テレビアニメ
- SDガンダムフォース（2004年） - 演出

### webドラマ
- ウルトラマンメビウス外伝 ヒカリサーガ（2006年） - 監督
- 英雄の日（2019年） - 監督・脚本

### 舞台
- 十年希望（2019年） - 脚色・演出
- 光の翼（2019年） - 作・演出